# Stefan Klos
Stefan Klos (Dortmund, 1971. augusztus 16. –) német labdarúgókapus.